# Ленінське міське поселення (Шабалінський район)
Ле́нінське міське поселення (рос. Ленинское городское поселение) — адміністративна одиниця у складі Шабалінського району Кіровської області Росії. Адміністративний центр поселення — селище міського типу Ленінське.

## Історія
Станом на 2002 рік на території сучасного поселення існували такі адміністративні одиниці:
- смт Ленінське (смт Ленінське)
- Буторінський сільський округ (присілки Буторінська, Ваньки, Великі Лога)
- Ленінський сільський округ (селище Заводський, присілки Безводна, Бліни, Жарніки, Колбіни, Красава, Крутіки, Левінська, Міхненки, Немченята, Полянська, Протаси, Рибаки, Созінови, Шабалінці, Шмони)
- Луневський сільський округ (присілки Кокоулята, Луні, Роб'яші)
- Семеновський сільський округ (село Семеновське, селище Семеновський, присілки Гаряєви, Зайці, Зубарі, Коврижні, Колобощики, Макар'євці, Огаркови, Окатово, Смородіновська, Татари)
- Указинський сільський округ (селище Оборона, присілки Васенево, Нова Указна, Стара Указна)

Поселення було утворене згідно із законом Кіровської області від 7 грудня 2004 року № 284-ЗО у рамках муніципальної реформи шляхом об'єднання смт Ленінське, Буторінського, Ленінського, Луневського, Семеновського та Указинського сільських округів.

## Населення
Населення поселення становить 5706 осіб (2017; 5787 у 2016, 5841 у 2015, 5928 у 2014, 6021 у 2013, 6147 у 2012, 6356 у 2010, 7128 у 2002).

## Склад
До складу поселення входять 38 населених пунктів:
| Населений пункт                 | Населення, осіб (2002) | Населення, осіб (2010) |
| ------------------------------- | ---------------------- | ---------------------- |
| Безводна, присілок              | 2                      | 1                      |
| Бліни, присілок                 | 3                      | 1                      |
| Буторінська, присілок           | 120                    | 49                     |
| Ваньки, присілок                | 2                      | 0                      |
| Васеньово, присілок             | 2                      | 1                      |
| Великі Лога, присілок           | 0                      | -                      |
| Гаряєви, присілок               | 155                    | 109                    |
| Жарніки, присілок               | 253                    | 232                    |
| Заводський, селище              | 48                     | 40                     |
| Зайці, присілок                 | 0                      | 0                      |
| Зубарі, присілок                | 30                     | 7                      |
| Коврижні, присілок              | 0                      | 0                      |
| Кокоулята, присілок             | 7                      | 4                      |
| Колбини, присілок               | 81                     | 82                     |
| Колобощики, присілок            | 0                      | 0                      |
| Красава, присілок               | 135                    | 99                     |
| Крутики, присілок               | 18                     | 16                     |
| Левінська, присілок             | 14                     | 15                     |
| Ленінське, селище міського типу | 5490                   | 5054                   |
| Луні, присілок                  | 90                     | 49                     |
| Макар'євці, присілок            | 0                      | 0                      |
| Міхньонки, присілок             | 207                    | 170                    |
| Немченята, присілок             | 18                     | 14                     |
| Нова Указна, присілок           | 136                    | 38                     |
| Оборона, селище                 | 0                      | 0                      |
| Огаркови, присілок              | 0                      | 0                      |
| Окатово, присілок               | 5                      | 3                      |
| Полянська, присілок             | 49                     | 49                     |
| Протаси, присілок               | 17                     | 12                     |
| Рибаки, присілок                | 6                      | 2                      |
| Роб'яші, присілок               | 10                     | 7                      |
| Семеновське, село               | 235                    | 164                    |
| Семеновський, селище            | 4                      | 0                      |
| Смородиновська, присілок        | 0                      | 0                      |
| Созінови, присілок              | 125                    | 91                     |
| Стара Указна, присілок          | 36                     | 17                     |
| Татари, присілок                | 20                     | 12                     |
| Шабалінці, присілок             | 17                     | 10                     |
| Шмони, присілок                 | 7                      | 8                      |